# Tibava
Tibava est un village de Slovaquie situé dans la région de Košice.

## Histoire
Première mention écrite du village en 1282.

## Démographie

### Évolution de la population
| Année:               | 1994. | 2004.   | 2014.   | 2024.   |
| -------------------- | ----- | ------- | ------- | ------- |
| Nombre de personnes: | 523   | 529     | 555     | 534     |
| Différence:          |       | +1,14 % | +4,91 % | -3,78 % |

| Année:               | 2023. | 2024.   |
| -------------------- | ----- | ------- |
| Nombre de personnes: | 539   | 534     |
| Différence:          |       | -0,92 % |

## Politique
| Nom             | Parti politique | Date de l'élection | Fin du mandat |
| --------------- | --------------- | ------------------ | ------------- |
| Stanislav Zubaj | SMER            | 02.12.2006         | Déc. 2010     |